# 1926 w nauce

## Nauki przyrodnicze i ścisłe

### Fizyka
- sformułowanie równania Schrödingera

## Nagrody Nobla
- Fizyka – Jean Baptiste Perrin
- Chemia – Theodor Svedberg
- Medycyna – Johannes Andreas Grib Fibiger